# تری‌متیل‌آرسین
تری‌متیل‌آرسین (به انگلیسی: Trimethylarsine) یک ترکیب شیمیایی با شناسه پاب‌کم ۶۸۹۷۸ است. شکل ظاهری این ترکیب، مایع بی‌رنگ است.